# 米尼奧火山
21°11′S 68°36′W / 21.183°S 68.600°W
米尼奧火山（西班牙語：Volcán Miño）是智利的火山，位於該國北部安托法加斯塔大區的洛阿省，屬於安第斯山脈的一部分，處於奧坎基爾查峰西北面，海拔高度5,661米。